# غيليهرم كلزار
غيليهرم كلزار (بالبرتغالية: Guilherme Clezar‏) مواليد 31 ديسمبر 1992 في بورتو أليغري، هو لاعب كرة مضرب برازيلي بدأ مسيرته كمحترف سنة 2009 يلعب باليد اليمنى ويحتل حالياً المرتبة رقم. 170 (1 فبراير 2016) في تصنيف رابطة محترفي كرة المضرب. أعلى تصنيف له في الفردي كان المركز الـ 153 في سنة 2015. أعلى تصنيف له في الزوجي كان المركز الـ 186 في سنة 2013.

## النهائيات

### الفردي: 5 (2–3)
| الحصيلة | الرقم | التاريخ    | الدورة                  | الأرضية    | المنافس         | النتيجة       |
| ------- | ----- | ---------- | ----------------------- | ---------- | --------------- | ------------- |
| الفوز   | 1.    | 2012-05-12 | ريو كوينتي، البرازيل    | صلبة       | بول كابديفايل   | 7–6(7–4), 6–3 |
| الفوز   | 2.    | 2013-09-22 | كامبيناس، البرازيل      | ترابية     | فاكوندو باغنيس  | 6–4, 6–4      |
| الوصافة | 1.    | 2014-11-23 | ساو باولو، البرازيل     | ترابية (i) | دييغو شفارتزمان | 2–6, 3–6      |
| الوصافة | 2.    | 2015-03-15 | سانتياغو، تشيلي         | ترابية     | فاكوندو باغنيس  | 2–6, 7–5, 2–6 |
| الوصافة | 3.    | 2016-01-24 | ريو دي جانيرو، البرازيل | ترابية     | فاكوندو باغنيس  | 4–6, 6–4, 2–6 |

## روابط خارجية
- غيليهرم كلزار على موقع رابطة محترفي التنس (الإنجليزية)
- غيليهرم كلزار على موقع الاتحاد الدولي لكرة المضرب (الإنجليزية)
- غيليهرم كلزار على موقع كأس ديفيز (الإنجليزية)
- غيليهرم كلزار على موقع خلاصة التنس.كوم (الإنجليزية)
- غيليهرم كلزار على موقع إي إس بي إن.كوم (الإنجليزية)